# Arpino
Arpino település Olaszországban, Lazio régióban, Frosinone megyében. Lakosainak száma 6684 fő (2023. január 1.). Arpino Casalattico, Casalvieri, Fontana Liri, Isola del Liri, Monte San Giovanni Campano, Sora, Broccostella, Castelliri, Fontechiari és Santopadre községekkel határos.

## Népesség
A település népessége az elmúlt években az alábbi módon változott:
| Lakosok száma | 7193 | 7150 | 6684 |
|               | 2017 | 2018 | 2023 |

## Híres emberek
- Itt született Marcus Tullius Cicero (Kr. e. 106) ókori római író, filozófus, politikus, híres szónok.
- Itt született Quintus Tullius Cicero (Kr. e. 102) ókori római politikus, katonatiszt, költő, író.

## Testvértelepülései
- Balatonfüred, Magyarország (2006)
- Formia, Olaszország (2010)